# Клау (тауншип, Миннесота)
Клау (англ. Clow) — тауншип в округе Китсон, Миннесота, США. На 2000 год его население составило 37 человек.

## География
По данным Бюро переписи населения США площадь тауншипа составляет 118,0 км², из которых 117,8 км² занимает суша, а 0,1 км² — вода (0,09 %).

## Демография
По данным переписи населения 2000 года здесь находились 37 человек, 14 домохозяйств и 11 семей. Плотность населения — 0,3 чел./км². На территории тауншипа расположена 21 постройка со средней плотностью 0,2 построек на один квадратный километр. Расовый состав населения: 97,30 % белых и 2,70 % азиатов. Испанцы или латиноамериканцы любой расы составляли 5,41 % от популяции тауншипа.
Из 14 домохозяйств в 35,7 % воспитывались дети до 18 лет, в 64,3 % проживали супружеские пары, в 7,1 % проживали незамужние женщины и в 21,4 % домохозяйств проживали несемейные люди. 14,3 % домохозяйств состояли из одного человека, при том 7,1 % из — одиноких пожилых людей старше 65 лет. Средний размер домохозяйства — 2,64, а семьи — 3,00 человека.
29,7 % населения — младше 18 лет, 2,7 % — в возрасте от 18 до 24 лет, 10,8 % — от 25 до 44, 35,1 % — от 45 до 64, и 21,6 % — старше 65 лет. Средний возраст — 48 лет. На каждые 100 женщин приходилось 94,7 мужчин. На каждые 100 женщин старше 18 приходилось 136,4 мужчин.
Средний годовой доход домохозяйства составлял 32 083 доллара, а средний годовой доход семьи — 32 083 доллара. Средний доход мужчин — 22 083 доллара, в то время как у женщин — 26 250. Доход на душу населения составил 15 044 доллара. За чертой бедности не находилась ни одна семья и 4,2 % всего населения тауншипа.